# Евдокимов, Александр Николаевич
Александр Николаевич Евдокимов (1906, Владимирская губерния — 1990, Иваново) — Герой Советского Союза, заместитель командира батальона по политической части 170-го гвардейского стрелкового полка 57-й гвардейской Новобугской стрелковой дивизии, 4-го гвардейского стрелкового корпуса 8-й гвардейской армии, 1-го Белорусского фронта, гвардии лейтенант.

## Биография
Родился 28 ноября 1906 года в деревне Лужки Ковровского уезда, ныне территория Камешковского района Владимирской области в семье рабочего. Окончил здесь 4 класса начальной школы. В начале 1920-х годов с семьей переехал в город Собинку, где в 1925 году окончил школу фабрично-заводского ученичества.
В 1930 году окончил Владимирский энергомеханический техникум. Член ВКП(б)/КПСС с 1930 года. Был направлен в город Шую Ивановской области на завод имени М. В. Фрунзе, где работал начальником отдела. Три года заочно учился в Промышленной академии им. Кагановича в Москве; после закрытия академии вернулся на завод.
В феврале 1942 года был призван в Красную Армию. Окончил Ивановское военно-политическое училище. На фронтах Великой Отечественной войны с ноября 1942 года. Был заместителем командира роты по политчасти, парторгом батальона. Воевал на Юго-Западном, 3-м Украинском и 1-м Белорусском фронтах. Почти весь боевой путь прошёл в составе 170-го гвардейского стрелкового полка 57-й гвардейской Новобугской стрелковой дивизии.
Гвардии лейтенант Евдокимов отличился в боях при форсировании рек Западный Буг, Висла; 20 июля 1944 года, находясь в боевых порядках батальона, успешно форсировал реку Западный Буг в районе западнее города Любомль (Волынская область, Украина). В боях за удержание и расширение плацдарма участвовал в отражении многочисленных атак противника, личным примером увлекая бойцов на выполнение боевой задачи.
1 августа 1944 года при форсировании реки Висла лодка, на которой старшим был лейтенант Евдокимов, одной из первых пристала к вражескому берегу. Гвардейцы с ходу вступили в бой. Евдокимов, увлекая за собой бойцов, одним из первых ворвался в траншею противника. В рукопашной схватке замполит лично уничтожил шесть гитлеровцев. В ходе ожесточённых боёв за удержание плацдарма гвардейцы отразили несколько контратак противника. Когда во время атаки был убит пулемётчик, замполит заменил его и огнём отразил натиск гитлеровцев. На третий день боёв выбыл из строя командир батальона и Евдокимов встал на его место. Под его командованием бойцы не только отбили несколько контратак гитлеровцев с применением танков и самоходных орудий, но и расширили плацдарм. На 9-й день пребывания на плацдарме Евдокимов был ранен осколками мины в грудь. Один осколок попал в левый желудочек сердца. Врачи не решились на операцию, не надеялись на благоприятный исход. Могучий организм поборол смерть, а осколок так и остался в сердце на всю жизнь. Офицер не только выжил, но даже вернулся в строй.
В составе 66-го гвардейского механизированного полка 20-й гвардейской механизированной дивизии капитан Евдокимов принимал участие в форсировании Одера и в штурме Берлина. Вот что писал о тех боях в своих воспоминаниях маршал Чуйков: «В борьбе за Горбатый мост отличился парторг полка капитан Александр Николаевич Евдокимов. Пули будто не брали его. В числе первых он перебежал через мост, а затем дважды возвращался обратно, увлекая за собой воинов полка».
После победы, в 1946 году, капитан Евдокимов был уволен в запас. Приехал в город Шую, два года работал на заводе имени Фрунзе, с которого ранее ушёл на фронт. В 1949 году окончил Ивановскую областную партшколу. С этого времени жил в областном центре — городе Иваново. До пенсии работал на заводе «Ивтекмаш» начальником сборочного цеха, экспериментального цеха, затем — начальником бюро технического контроля этого цеха.
Скончался 10 ноября 1990 года. Похоронен на Богородском (сельском) кладбище города Иваново.

## Награды
- Указом Президиума Верховного Совета СССР от 24 марта 1945 года за мужество, инициативу и умелое управление боевыми действиями подразделения в период форсирования Вислы гвардии лейтенанту Евдокимову Александру Николаевичу присвоено звание Героя Советского Союза с вручением ордена Ленина и медали «Золотая Звезда» (№ 6848).
- Орден Отечественной войны I степени. Приказ Военного совета 8 гвардейской армии № 532/н от 17 марта 1945 года.
- Орден Отечественной войны I степени. Указ Президиума Верховного Совета СССР 11 марта 1985 года.
- Орден Красной Звезды. Приказ Военного совета 8 гвардейской армии № 186/н от 22 декабря 1943 года.
- Медали СССР.

## Память
- Иваново, Богородское кладбище, памятник на могиле.
- Мемориальная доска в память о Евдокимове установлена Российским военно-историческим обществом на здании Вахромеевской средней школы, где он учился.